# IDS Imaging Development Systems
IDS Imaging Development Systems GmbH (kurz: IDS) entwickelt und produziert Bildverarbeitungssysteme und Industriekameras. Hauptsitz des Unternehmens ist Obersulm (Baden-Württemberg, Deutschland). Das Unternehmen ist seit der Gründung 1997 inhabergeführt.
Das Produktportfolio des Familienunternehmens umfasst 2D- und 3D-Kameras sowie Modelle mit künstlicher Intelligenz (KI) oder mit Streaming-/Event-Recording-Funktion „Made in Germany“. Mit Niederlassungen in den USA, Japan, Südkorea und Großbritannien sowie Repräsentanzen in den Niederlanden, Frankreich und Indien ist IDS international vertreten.

## Geschichte
(Quelle: )

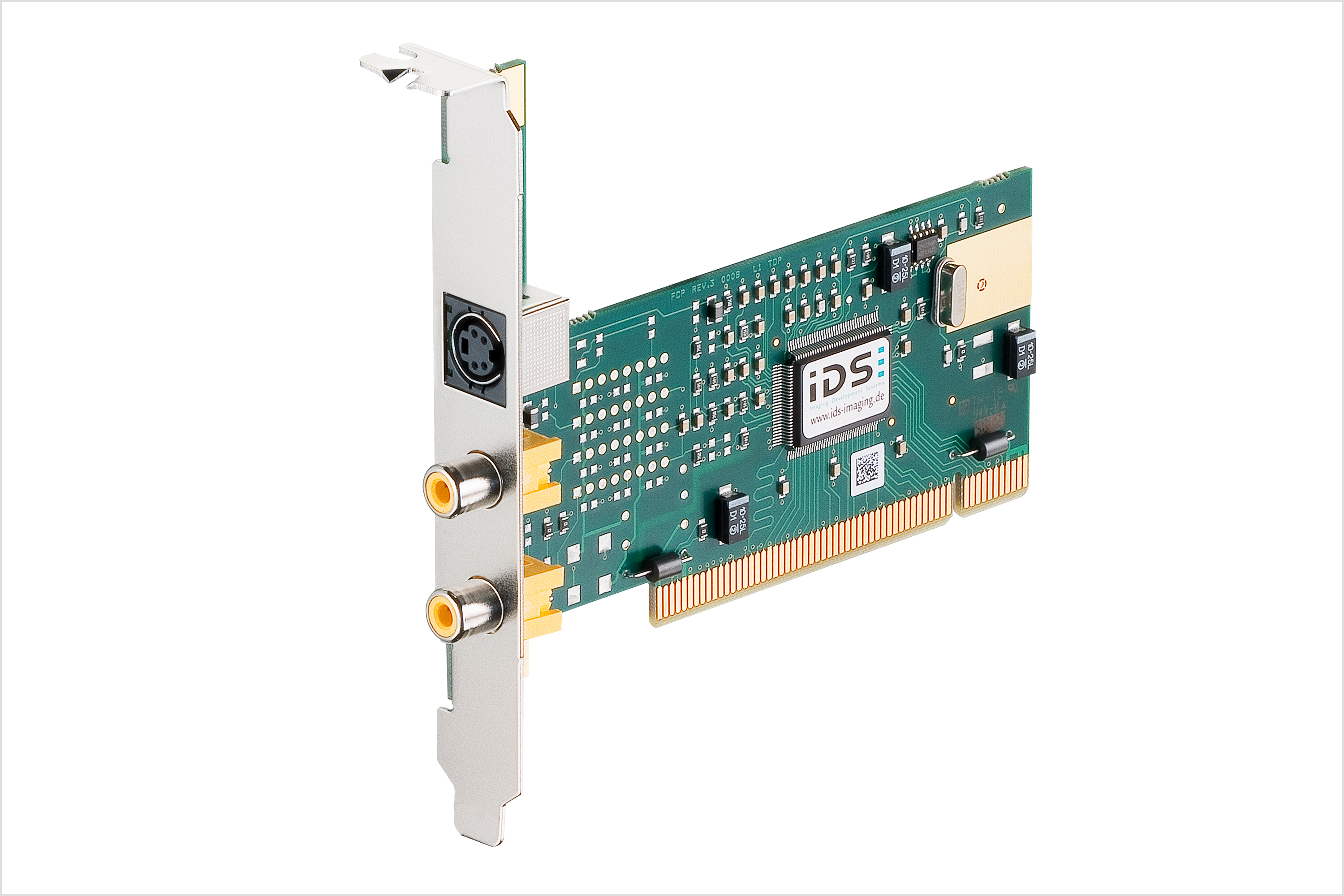
IDS Frame Grabber Falcon 1997

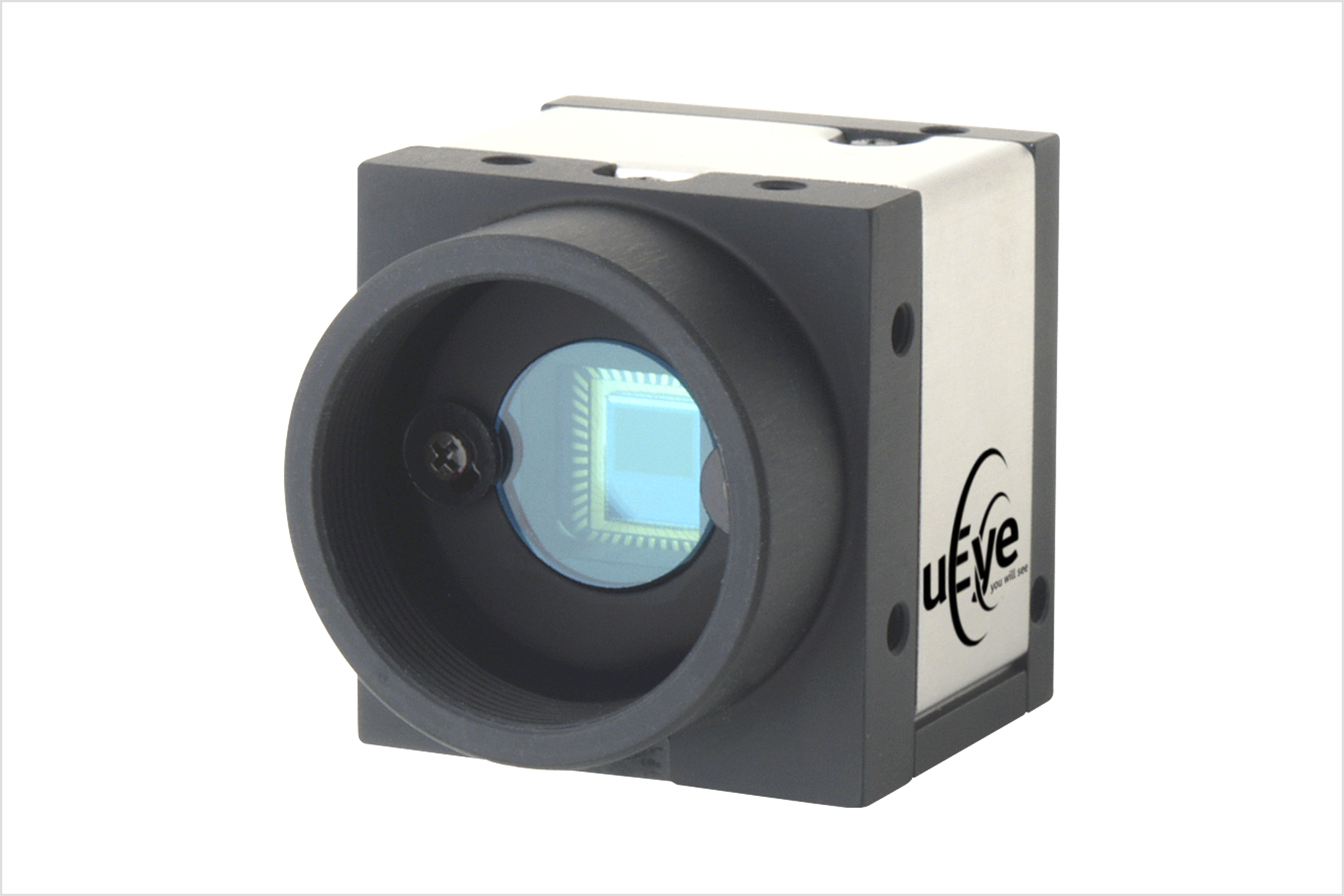
Erste IDS Industriekamera mit USB-Schnittstelle

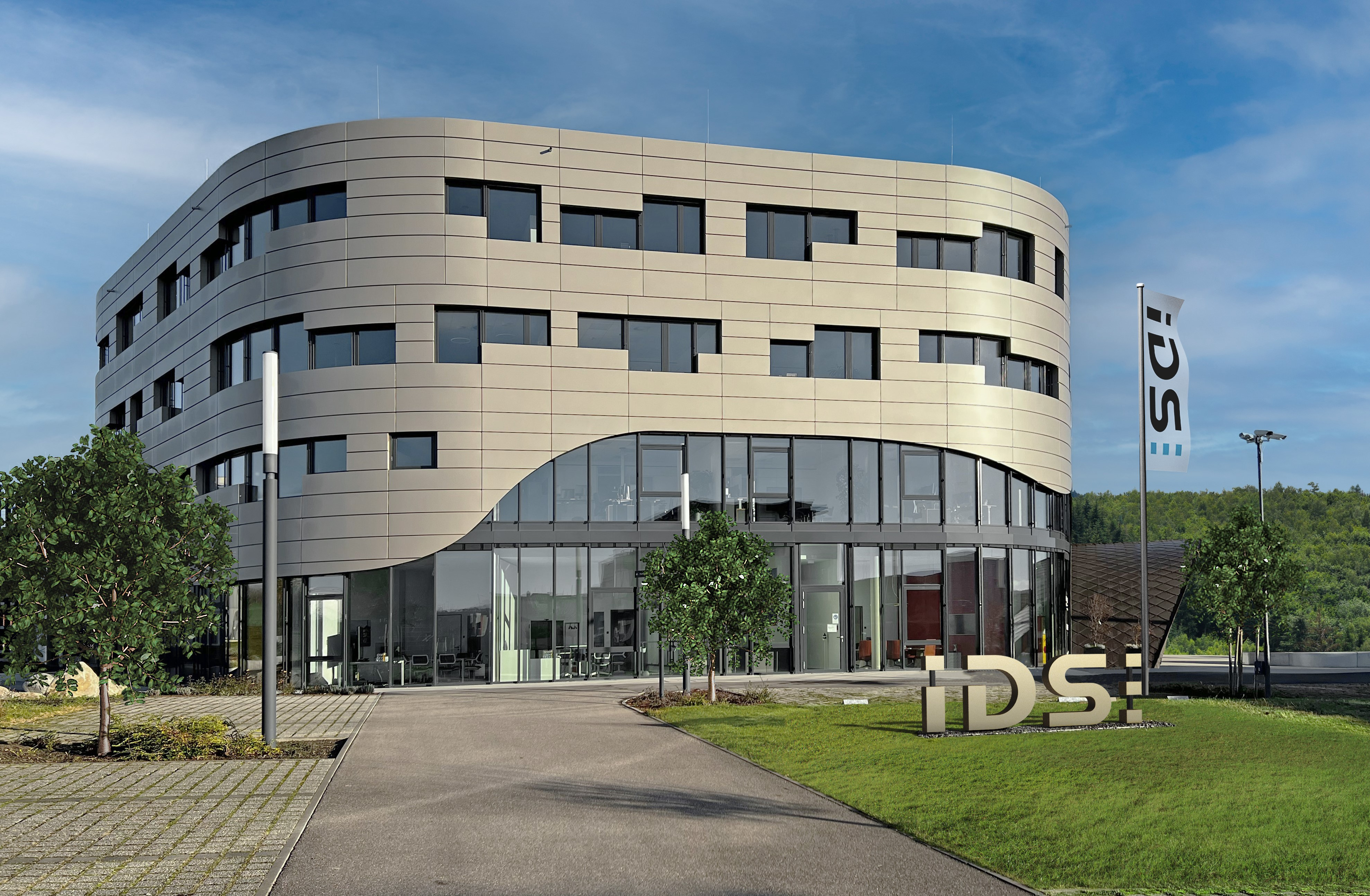
IDS Hauptsitz in Obersulm

- 1997: Entstehung der IDS Imaging Development Systems GmbH

Jürgen Hartmann gründet das Unternehmen gemeinsam mit Armin Vogt in Obersulm, Baden-Württemberg. Zunächst liegt der Fokus auf der Herstellung von Framegrabbern, wie dem ersten Produkt FALCON, bzw. PC-Einsteckkarten zur Umwandlung analoger in digitale Bilder.
- 1998 – 2003: Die ersten Unternehmensjahre

IDS stellt die erste Generation des Video Compression Boards PIRANHA vor. Mit iGuard bringt das Unternehmen zudem eine digitale Videomanagement-Software für die Sicherheitstechnik auf den Markt.
- 2004: Wandel zum Hersteller digitaler Industriekameras

Das Obersulmer Familienunternehmen stellt im April 2004 die erste Industriekamera mit USB-Schnittstelle überhaupt im Markt vor.
- 2007: Von Obersulm in die Welt

IDS Imaging Development Systems GmbH wagt den ersten Schritt auf internationales Terrain: In Woburn nahe Boston (USA) eröffnet IDS einen weiteren Firmensitz. Gleichzeitig kommt die erste Gigabit Ethernet Industriekamera des Herstellers auf den Markt.
- 2010 – 2012: Ein neuer USB-Standard zum 15-Jährigen Bestehen

IDS ist mit einer neuen Niederlassung in Tokio (Japan) auch auf dem asiatischen Markt präsent. Kurz darauf folgt ein Standort in Paris (Frankreich). Produktseitig stellt IDS 2011 seine erste USB 3.0 Industriekamera auf der VISION Stuttgart, der Leitmesse für die industrielle Bildverarbeitung, vor.
- 2013 – 2016: Erste 3D-Industriekamera

2013 kommt die erste Ensenso 3D-Kamera auf den Markt. Ein Vertriebsbüro in Basingstoke bei London (UK) wird eröffnet. Im Jahr 2015 folgt eines in Seoul (Südkorea). Beide Standorte werden kurze Zeit später zu eigenen Niederlassungen. 2016 erhält IDS den TOP 100 Award für Innovationspreise.
- 2017 – 2019: „It’s so easy!“

Das Unternehmen stellt mit IDS NXT eine neue Gerätegeneration mit Vision App-basierter Bildverarbeitung vor. Gleichzeitig wird gemäß dem Firmenleitspruch „It’s so easy“ mit IDS peak eine neue Hardware-unabhängige Kamera-Host-Software vorgestellt, die den Umgang mit Vision Kameras vereinfacht.
- 2020: Erste Kameraserie mit künstlicher Intelligenz (KI)

Mit der IDS NXT Plattform führt IDS App-basierte Embedded Vision-Systeme mit künstlicher Intelligenz ein, die den Einstieg in die Bildverarbeitung mit Deep Learning erleichtert und zugänglich macht. Am Gründungsstandort in Obersulm wird das Innovations- und Technologiezentrum b39 bezogen.
- 2024 – 2025: Monitoring-Kameras und event-basierte Kameras

Ab 2024 ermöglichen die neuen uEye Live-Kameras IDS-Kunden, Video-Streaming, Video-Encodierung und Event-Aufzeichnung ohne PC und ohne Programmieraufwand, speziell für Aufgaben in der industriellen Prozessüberwachung. 2025 entstand in Zusammenarbeit mit Sony und PROPHESEE die uEye EVS-Kameraserie mit event-basiertem Vision Sensor. Statt durchgehend Daten zu sammeln, erfassen die Industriekameras nur relevante Ereignisse und reduzieren so das Datenvolumen erheblich. Sie eignen sich ideal für Hochgeschwindigkeitsanwendungen und präzise Bewegungsanalysen.

## International
Im Jahr 2007 wurde ein Firmensitz in den USA nähe Boston eröffnet. In den Jahren 2010, 2011, 2013, 2015 und 2022 folgten Vertriebsbüros in Japan, Frankreich, Großbritannien, Südkorea und in den Niederlanden. 2017 und 2018 wurden die Vertriebsbüros in Großbritannien und Südkorea in eigene Niederlassungen umgewandelt. Stand 2024 hat IDS Niederlassungen in den USA, Japan, Südkorea und Großbritannien sowie weiteren Repräsentanzen in Frankreich, Benelux und Indien.

## Produkte
Der Industriekamerahersteller hat über 1,9 Mio. Industriekameras „Made in Germany“ an mehr als 11.000 Kunden in über 75 Länder verkauft (Stand: 2024).
Ein zentrales Merkmal der IDS-Produkte ist die einfache Bedienung, beispielsweise durch Plug-and-Play-Lösungen in der Kombination von Kamera und Software. Darüber hinaus nutzte IDS Technologien aus dem Consumer-Bereich, um diese für die industrielle Bildverarbeitung weiterzuentwickeln.
Die Industriekameras von IDS werden in verschiedenen Bereichen eingesetzt. Industrielle Beispiele sind der Geräte-, Anlagen- und Maschinenbau sowie die Automotivbranche, in der Bildverarbeitung zur Automatisierung (z. B. mit Robotern) genutzt wird. Nicht-industrielle Applikationen finden sich in der Medizintechnik, Logistik, Landwirtschaft oder im Smart-City-Bereich.
Die 2D-Kameras von IDS sind mit USB- oder GigE-Schnittstelle, als Gehäuse- oder Boardlevel-Variante verfügbar.
Das Portfolio wird ergänzt durch IDS NXT, einem Komplettsystem für den Einsatz von intelligenten Kameras.
Zusätzlich bietet IDS 3D-Kameras, darunter die Ensenso Kameras in Kooperation mit Optonic, die in der Robotik, der automatisierten Serienproduktion und der Logistik verwendet werden.